# 埃米尔·赫里斯托夫
埃米尔·约尔丹诺夫·赫里斯托夫（英語：Emil Yordanov Hristov，1924年6月16日—2009年），保加利亚政治家，是保加利亚共产党中央书记处书记。